# Latin American Music Awards
O Prêmio da Música Latino-Americana (do inglês Latin American Music Awards - Latin AMA) é a versão latino-americana do American Music Awards (AMA), uma premiação anual da música americana, exibida na rede Telemundo e produzido por Dick Clark.
Assim como no Music Awards, a versão latina é determinada por uma votação do público e consumidores de música. O primeiro Latin AMA foi exibido em 8 de outubro de 2015 e apresentado por Lucero.